# Sonny Morgan
Howard „Sonny“ Morgan (* 17. Juli 1936 in Philadelphia; † Oktober 1976 in New York) war ein amerikanischer Jazzmusiker (Perkussion, Schlagzeug, Flöte).
Morgan studierte Flöte, Schlagzeug und afrikanische Perkussion sowie die Musik, den Tanz und die Sprachen Westafrikas und der Karibik. Von 1953 bis 1960 leitete er eine Band in Philadelphia, in der er Flöte und Perkussion spielte. Dann zog er nach New York City, wo er mit Willie Bobo, den Perkussionisten Montego Joe, Mongo Santamaría und Babatunde Olatunji, sowie mit Solomon Ilori & His Afro-Drum Ensemble und mit Max Roach arbeitete. 1964 kam es zu einer Zusammenarbeit mit  Milford Graves für sein Duo-Album Percussion Ensemble bei ESP-Disk. Er wirkte auf dem Soundtrack zu Herbert Bibermans Film Slaves (1969) mit. Zwischen 1970 und 1973 gehörte er zur Band von Leon Thomas, nahm aber auch mit Count Basie (Afrique), Gato Barbieri, Charles Earland, Art Blakey, McCoy Tyner, Kenny Barron oder Eric Kloss auf. Tom Lord verzeichnet 26 Aufnahmen zwischen 1965 und 1974. Daneben komponierte und arrangierte er Werke für Tanzkompanien (etwa der von Geoffrey Holder und der Negro Ensemble Company) sowie Theaterproduktionen.